# Eunicida
Eunicida ist der Name einer Unterordnung mobiler oder in Röhren als Prädatoren oder Aasfresser lebender Vielborster (Polychaeta) in der Ordnung Aciculata und der Unterklasse Palpata, die in Meeren weltweit zu finden sind.

## Merkmale
Die Eunicida erreichen Körperlängen von 1 cm bis zu mehreren Metern und besitzen dann über 1500 Segmente. Sie zeichnen sich durch die Lage des muskulösen ausstülpbaren Pharynx unterhalb des Oesophagus aus, an dem dorsal ein Paar Mandibeln und ventral ein Satz gezähnter Maxillarplatten sitzen. Darüber hinaus befinden sich an den stets unverzweigten Parapodien oft charakteristische dorsale Kiemen, bei manchen Arten auch dorsale und ventrale Cirren. Die Eunicida haben einen deutlich abgesetzten Kopf, der für gewöhnlich klar in ein Prostomium und ein Peristomium gegliedert ist. Am Prostomium sitzen ein Paar kugeliger bis zylindrischer sensorischer Palpen und 0 bis 7 meist glatte, manchmal aber gegliederte Antennen, darunter bei ungerader Zahl vorn eine unpaare Mittelantenne. Manche Arten haben Tentakel-Cirren. Viele Arten bauen sich Wohnröhren aus Schleim oder einer hornigen Substanz.

## Verbreitung, Lebensweise und Beispielarten
Die Eunicida sind in Meeren weltweit verbreitet und bewegen sich als aktive Bodenbewohner auf sandigen oder schlammigen Untergründen oder bauen sich Wohnröhren, die sie aber zur Nahrungssuche und -aufnahme verlassen können. Die Tiere fressen teils Aas oder Detritus, teils ergreifen sie mit ihren kräftigen Kiefern lebende Beute, die sie meist zunächst zerstückeln und dann häppchenweise verschlingen.

## Systematik
Die Unterordnung Eunicida gehört laut der Systematik nach Rouse & Fauchald von 1998 zur Ordnung Aciculata in der Unterklasse Palpata.
Laut dieser Systematik gehören zur Unterordnung Eunicida folgende Familien:
- Amphinomidae
- Euphrosinidae
- Dorvilleidae
- Lumbrineridae
- Eunicidae
- Onuphidae